# V774104
V774104は、2015年にすばる望遠鏡の観測によって発見された太陽系外縁天体である。

## 当時の発表
当時のプレスリリースによると、V774104は、2015年11月時点で太陽から103 au（154億キロメートル）離れた位置にあり、これは、当時判明していた中で最も太陽から遠かった準惑星エリス（当時96.29au）や、あるいはセドナ（当時85.81 au）より遠かった。V774104は太陽系の最も外側を公転している天体の1つであるとされた。
V774104はセドナや2012VP113などと同様に内オールトの雲に属する天体とされた。その他の特徴は正確に分かってはいなかったが、軌道はセドナに似た楕円形で、大きさは500 - 1,000キロメートルほどとされた。

## 実際
V774104は、本来は2015 TH367の内部符号だったが、プレスリリースの内容からは、同じ学会で言及された(541132) 2015 TG387（内部符号はV302126）のことだったようである。
その後の観測で、2015 TG387の軌道はある程度求まっている。2015年11月当時の太陽からの距離は約80 auであり、太陽系外縁天体としてもかなり遠いが、エリスやセドナほどではない。ただし、遠日点距離は非常に遠く、遠日点距離・軌道長半径・公転周期はいずれも、小惑星番号のついた天体では最大である。
距離を過大に見積もっていたということは、直径も過大だったことになる。最新のデータでは直径352キロメートルとされている。
なお、2015 TH367の方は、1年未満しか観測されておらず、軌道は今もよくわかっていない。誤差が非常に大きいため、エリスやセドナより遠い可能性も完全に否定はできない。
| 天体       | 太陽からの距離 （2015年11月） | 軌道長半径       | 公転周期        | 近日点距離    | 遠日点距離        | 分類         |
| ---------- | ----------------------------- | ---------------- | --------------- | ------------- | ----------------- | ------------ |
| V774104    | 103 au                        | ?                | ?               | ?             | ?                 | ?            |
| 2015 TG387 | 79.8 au                       | 1010.4 ± 96.7 au | 32117 ± 4609 年 | 65.1 ± 0.2 au | 1955.7 ± 187.1 au | セドノイド   |
| 2015 TH367 | 88.2 au（誤差大）             | 82.6 ± 73.5 au   | 751 ± 1002 年   | 28.9 ± 6.2 au | 136.4 ± 121.3 au  | 散乱円盤天体 |